# Врийский дворец
Врийский дворец (греч. Βρύας παλάτιον) — один из дворцов Константинополя, построенный при императоре Феофиле (829—842) по образцу дворца арабских халифов в Багдаде. В настоящее время его развалины находятся (предположительно) в районе Малтепе Стамбула. Наряду с дворцом Мангана является одним из двух относительно достоверно датируемых IX веком византийских дворцов Константинополя.
Предание относит время создания дворца к правлению Тиберия II (578—582) или его зятя Маврикия (582—602). Хотя это предание совершенно легендарно, поскольку в то время арабов не было в Месопотамии, оно может указывать на время появления первоначальной постройке на месте дворца. Согласно хронисту, известному как Продолжатель Феофана, дворец был построен Феофилом в 831 или 832 году по предложению будущего патриарха Иоанна VII, впечатлённого увиденным в Багдаде во время своего посольства ко двору халифа аль Мамуна. Согласно более достоверному для середины IX века источнику, хронике Симеона Метафраста, распоряжение о строительстве дворца было отдано весной 837 года. Как сообщает Продолжатель Феофана, «занимался же строительством и все делал, следуя описаниям Иоанна, муж по имени Патрикий, удостоенный титула патрикий, который в добавление соорудил только у спальных покоев храм имени святейшей Госпожи нашей Богородицы, а у переднего зала дворца — трехпридельный храм, красотой красивейший и величиной многие превосходящий; средний придел носит имя архистратига, оба боковых — святых мучениц». Для постройки были взяты камни из развалин расположенного неподалёку древнегреческого храма Сатира. По предположению французского историка Раймона Жанена, упомянутыми хронистами святыми могли быть почитаемые в Вифинии святые девицы Менодора, Метродора и Нимфодора. По предположению американского византиниста Уоррена Тредголда это были Фёкла, Анна и Анастасия — святые покровители трёх дочерей императора. Вокруг дворца были посажены сады и устроена ирригация. Феофил любил отдыхать во Врийском дворце, и именно в нём ему сообщили о вторжении арабов, достигших Амория.
Вероятным местом расположения дворца является азиатское побережье Босфора, где в настоящее время находится район Малтепе Стамбула. Согласно французскому путешественнику Пьеру Жилю, в 1540 году он обнаружил в этом месте деревню. Сохранились руины дворца и небольшой пристани неподалёку от него. Первое археологическое обоснование идентификации развалин в районе Кючюкялы-Малтепе с Врийским дворцом в 1950-е годы провёл турецкий археолог Семави Эйидже. Эйидже выполнил описание и фотографирование развалин. При этом однако, существовал взгляд, согласно которым развалины в Малтепе следует отождествить с монастырём Сатира, построенном патриархом Игнатием (847—858, 867—877). Эту теорию выдвинул в 1902 году французский востоковед Жюль Паргуар. Однако в дальнейшем в архитектуре развалин были выявлены элементы, имеющие аналоги в омейядских и аббасидских дворцах (Мшатты, Ухайдир и Булкувара), в результате чего идентификация с Врийским дворцом стала преобладающей.